# NGC 1165
NGC 1165 (również PGC 11270) – galaktyka spiralna z poprzeczką (SBa), znajdująca się w gwiazdozbiorze Pieca. Odkrył ją John Herschel 19 października 1835 roku.